# Philipp von Neumann
Philipp von Neumann (Bruxelas, 4 de dezembro de 1781 — Bruxelas, 14 de janeiro de 1851), de seu nome completo Philipp Roger Franz von Neumann, Freiherr von Neumann, por vezes referido na literatura lusófona por barão de Neumann ou cavalheiro de Neumann, foi um diplomata austríaco, próximo do príncipe de Metternich, que desempenhou importante papel na negociação entre o Império Austríaco, Portugal e o Brasil que resultaram nos acordos de outubro de 1827 visando os esponsais da futura rainha D. Maria II de Portugal com seu tio, o infante D. Miguel.

## Biografia
Neumann nasceu em Bruxelas (então parte dos Países Baixos Austríacos), filho de Carl von Neumann (um oficial da administração dos Habsburg) e a sua esposa, Marie Ducpetiaux. Não se conhece o seu percurso formativo, mas como não terá começado a trabalhar até aos 21 anos de idade, presume-se que frequentou uma universidade. Foi irmão do general-major Maximillian von Neumann (c. 1778–1846).
Neumann iniciou sua carreira no serviço austríaco do Tesouro em 1802, ano em que foi destacado para Veneza, cujo território havia ficado sob controlo austríaco alguns anos antes. Pouco mais de um ano depois, ingressou no serviço diplomático e foi enviado para Paris, onde o príncipe Klemens Wenzel von Metternich ao tempo era o embaixador austríaco.
Mais tarde, Neumann foi transferido para a embaixada austríaca em Londres, ao tempo encabeçada pelo embaixador Paul Anton Esterházy, tendo servido como encarregado de negócios na ausência do embaixador. A atividade de Neumann foi considerada notável, especialmente em 1814 e 1815, por ocasião da remessa dos subsídios britânicos ao governo austríaco, quando conseguiu obter condições muito favoráveis para a Áustria na questão das taxas de câmbio.
Durante a sua permanência em Londres cultivou excelentes relações com Arthur Wellesley, o duque de Wellington, com cuja neta se casou, e com o visconde Castlereagh. Quando Wellington repetiu sua famosa observação de que «Nada além de uma batalha perdida pode ser tão melancólica quanto uma batalha vencida», Neumann respondeu com tacto que, de facto, Wellington nunca havia perdido uma batalha. Ele descreveu o suicídio do visconde Castlereagh como «um grande mistério que talvez o tempo explique».
Em 1824, Neumann participou das negociações entre Portugal e o Brasil, visando o reconhecimento da independência brasileira e a reconciliação do rei D. João VI de Portugal e seu filho o imperador Pedro I do Brasil. Em dezembro de 1826, Neumann foi enviado ao Rio de Janeiro para negociar o casamento da filha de D. Pedro, Maria da Glória, com seu tio, o infante D. Miguel e a exigência de D. Miguel para que fosse reconhecido como regente de Portugal. Em outubro do ano seguinte, participou nas negociações sobre os esponsais de D. Maria da Glória com D. Miguel, realizadas em Viena.
Em dezembro de 1829 Neumann conduziu as negociações que culminaram no tratado de comércio entre a Áustria e a Grã-Bretanha. Em reconhecimento pelos seus serviços foi feito barão (Freiherr) pelo imperador Francis I da Áustria a 31 de agosto de 1830.
Em 1844, Neumann foi nomeado Ministro Plenipotenciário e Enviado Extraordinário da Áustria junto da corte de Londres. Em 1845, foi nomeado ministro austríaco em Florença e, em 31 de dezembro de 1849, foi nomeado ministro austríaco em Bruxelas.
A 5 de dezembro de 1844 Neumann casou com Lady Charlotte Augusta Frederica Somerset (1816-1850), a filha mais velhas de  Henry Somerset, 7.º duque de Beaufort e de Georgiana FitzRoy.
Neumann e Lady Charlotte Augusta tiveram uma filha, nascida a 9 de março de 1845 na Inglaterra. Um filho faleceu durante o nascimento a 13 de setembro de 1850. Charlotte Augusta faleceu uma semana mais tarde, com 34 anos de idade, a 20 de setembro de 1850 em Bruxelas. Neumann faleceu menos de quatro meses depois, a 14 de janeiro de 1851, em Bruxelas.
Neumann está sepultado no jazigo da famílias do duque de Beaufort em Badminton, Gloucestershire. É lembrado num memorial na igreja de Badminton.
Neumann era condecorado com o grau de comandante da Ordem imperial de Leopoldo da Áustria, de comandante da Ordem da Torre e Espada de Portugal, comandante da Ordem Nacional do Cruzeiro do Sul do Brasil, grão-cruz da Ordem de Santo Estanislau da Rússia. Também recebeu a Cruz de Mérito Civil do Império Austríaco.